# Santiago Giménez
Pour les articles homonymes, voir Giménez.
Santiago Giménez, né le 18 avril 2001 à Buenos Aires en Argentine, est un footballeur international mexicain qui évolue au poste d'avant-centre à l’AC Milan.

## Biographie

### Cruz Azul FC
Né à Buenos Aires en Argentine, Santiago Giménez est formé au Cruz Azul FC, au Mexique où évolue alors son père, Christian Giménez. Il fait ses débuts en équipe première le 3 août 2017, lors d'un match de coupe du Mexique contre le Tigres UANL. Il entre en jeu et les deux équipes se neutralisent (1-1). Alors qu'il a 17 ans, il est atteint d'une thrombose à l'épaule droite qui remet en question la suite de sa carrière et pour laquelle il est opéré à trois reprises.
Le 29 août 2019, il joue son premier match de première division mexicaine face au Club Tijuana. Il est titularisé lors de cette rencontre perdue par son équipe (3-2). Il inscrit son premier but le 2 février 2020 contre le Deportivo Toluca, en championnat (3-3 score final).

### Feyenoord Rotterdam
Le 29 juillet 2022, Santiago Giménez rejoint les Pays-Bas afin de s'engager en faveur du Feyenoord Rotterdam. Le joueur s'engage pour un contrat courant jusqu'en juin 2026.
Giménez fait ses débuts en Eredivisie le 13 août 2022 en entrant en jeu face au SC Heerenveen (0-0 score final). Santiago Giménez marque son premier but deux semaines plus tard, le 27 août, lors du succès de son équipe en championnat contre le FC Emmen (4-0). Le 8 septembre 2022, l'attaquant mexicain fait ses débuts en Europa League en entrant en jeu contre la Lazio Rome et réalise un doublé malgré la défaite de son équipe (4-2 score final),. Il inscrit son troisième but dans la compétition une semaine plus tard face au Sturm Graz (victoire 6-0). Le 1er mars 2023, Giménez inscrit le but vainqueur du Feyenoord face au SC Heerenveen en coupe des Pays-Bas (0-1 score final).
Dès sa première saison avec le Feyenoord il est sacré champion des Pays-Bas lors de la saison 2022-2023.
Le 27 septembre 2023, Giménez réalise son premier triplé pour le Feyenoord, lors d'une rencontre de championnat face à l'Ajax Amsterdam. Titulaire, il contribue à la victoire de son équipe par quatre buts à zéro.

### AC Milan
Le 3 février 2025, durant le mercato hivernal, Santiago Giménez rejoint officiellement l'AC Milan. Il signe un contrat courant jusqu'en juin 2029 et le montant du transfert est estimé à 35 millions d'euros. Il s'agit alors de la plus importante vente de l'histoire du Feyenoord,.

### En sélection
Santiago Giménez est éligible pour représenter le Mexique l'Argentine ou l'Italie, mais le joueur déclare se sentir plus mexicain et serait davantage intéressé pour rejoindre la sélection Tricolor. En septembre 2020 il est appelé pour la première fois avec l'équipe nationale du Mexique, par le sélectionneur Gerardo Martino. Il honore finalement sa première sélection plus d'un an plus tard, le 28 octobre 2021, à l'occasion d'un match amical face à l'Équateur. Il est titularisé à la pointe de l'attaque mexicaine, et son équipe s'incline par trois buts à deux. Présélectionné parmi 31 joueurs pour la Coupe du monde 2022, il n'est pas dans la liste finale de 26 joueurs.

## Statistiques

### Statistiques détaillées
| Saison                | Club                  | Championnat           | Championnat | Championnat | Championnat | Coupe(s) nationale(s) | Coupe(s) nationale(s) | Coupe(s) nationale(s) | Supercoupe | Supercoupe | Supercoupe | Compétition(s) continentale(s) | Compétition(s) continentale(s) | Compétition(s) continentale(s) | Compétition(s) continentale(s) | Mexique | Mexique | Mexique | Total | Total | Total |
| Saison                | Club                  | Division              | M.          | B.          | P.d.        | M.                    | B.                    | P.d.                  | M.         | B.         | P.d.       | Comp.                          | M.                             | B.                             | P.d.                           | M.      | B.      | P.d.    | M.    | B.    | P.d.  |
| 2017-2018             | Cruz Azul             | Liga MX               | -           | -           | -           | 1                     | 0                     | 0                     | -          | -          | -          | -                              | -                              | -                              | -                              | -       | -       | -       | 1     | 0     | 0     |
| 2018-2019             | Cruz Azul             | Liga MX               | -           | -           | -           | -                     | -                     | -                     | -          | -          | -          | -                              | -                              | -                              | -                              | -       | -       | -       | 0     | 0     | 0     |
| 2019-2020             | Cruz Azul             | Liga MX               | 12          | 2           | 1           | -                     | -                     | -                     | -          | -          | -          | LCC                            | 2                              | 0                              | 0                              | -       | -       | -       | 14    | 2     | 1     |
| 2020-2021             | Cruz Azul             | Liga MX               | 35          | 6           | 4           | -                     | -                     | -                     | 0          | 0          | 0          | LCC                            | 5                              | 0                              | 1                              | -       | -       | -       | 40    | 6     | 5     |
| 2021-2022             | Cruz Azul             | Liga MX               | 35          | 7           | 1           | -                     | -                     | -                     | 1          | 0          | 1          | LCC+CC                         | 6+1                            | 0                              | 0                              | 2       | 1       | 0       | 45    | 8     | 2     |
| 2022-2023             | Cruz Azul             | Liga MX               | 5           | 5           | 1           | -                     | -                     | -                     | 1          | 1          | 0          | -                              | -                              | -                              | -                              | 2       | 0       | 0       | 8     | 6     | 1     |
| Sous-total            | Sous-total            | Sous-total            | 87          | 20          | 6           | 1                     | 0                     | 0                     | 2          | 1          | 0          | -                              | 14                             | 0                              | 3                              | 4       | 1       | 0       | 108   | 22    | 9     |
| 2022-2023             | Feyenoord             | Eredivisie            | 32          | 15          | 2           | 4                     | 3                     | 0                     | -          | -          | -          | C3                             | 9                              | 5                              | 0                              | 9       | 2       | 0       | 54    | 25    | 2     |
| 2023-2024             | Feyenoord             | Eredivisie            | 30          | 23          | 6           | 4                     | 0                     | 1                     | 1          | 0          | 0          | C1+C3                          | 4+2                            | 2+1                            | 1+0                            | 17      | 1       | 1       | 58    | 27    | 9     |
| 2024-2025             | Feyenoord             | Eredivisie            | 11          | 7           | 1           | 2                     | 2                     | 0                     | 1          | 2          | 1          | C1                             | 5                              | 5                              | 1                              | 2       | 0       | 0       | 21    | 16    | 3     |
| Sous-total            | Sous-total            | Sous-total            | 73          | 45          | 10          | 10                    | 5                     | 1                     | 2          | 2          | 1          | -                              | 20                             | 13                             | 2                              | 28      | 3       | 1       | 133   | 68    | 15    |
| 2024-2025             | Milan AC              | Serie A               | 14          | 5           | 2           | 3                     | 0                     | 1                     | -          | -          | -          | C1                             | 2                              | 1                              | 0                              | 8       | 1       | 0       | 27    | 7     | 3     |
| 2025-2026             | Milan AC              | Serie A               | 0           | 0           | 0           | 1                     | 0                     | 1                     | -          | -          | -          | -                              | -                              | -                              | -                              | 0       | 0       | 0       | 1     | 0     | 1     |
| Sous-total            | Sous-total            | Sous-total            | 14          | 5           | 2           | 4                     | 0                     | 2                     | 0          | 0          | 0          | -                              | 2                              | 1                              | 0                              | 8       | 1       | 0       | 28    | 7     | 4     |
| Total sur la carrière | Total sur la carrière | Total sur la carrière | 174         | 70          | 17          | 15                    | 5                     | 3                     | 4          | 3          | 1          | -                              | 36                             | 14                             | 5                              | 40      | 5       | 1       | 269   | 97    | 27    |

## Palmarès

### En club
Feyenoord Rotterdam
- Championnat des Pays-Bas (1) :
  - Champion : 2023.

- Coupe des Pays-Bas (1) :
  - Vainqueur : 2024.

- Supercoupe des Pays-Bas (1) :
  - Vainqueur : 2024.

### En sélection
- Mexique
  - Vainqueur de la Gold Cup en 2023